# Johannes de Indagine (Kartäuser)

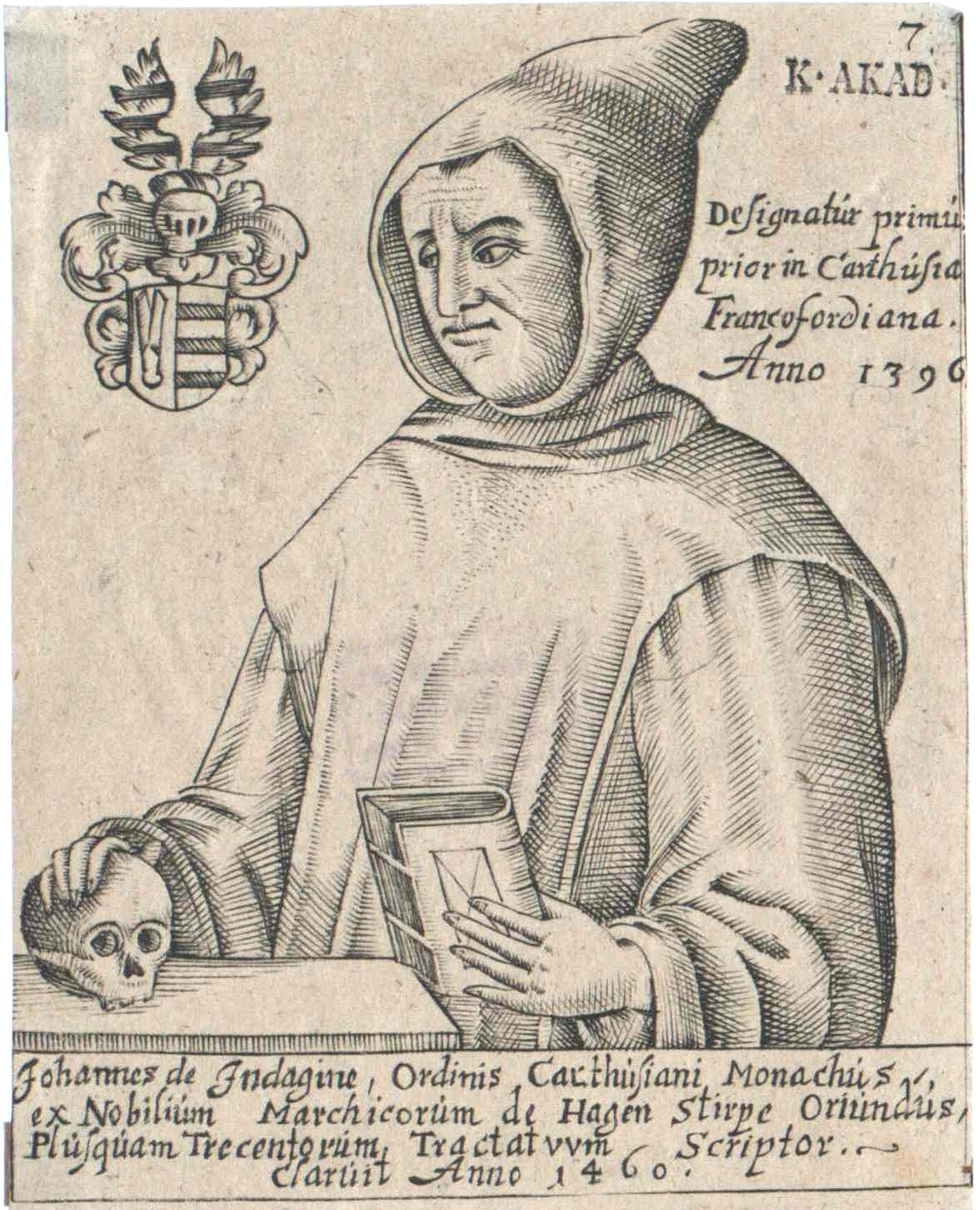
Johannes de Indagine

Johannes de Indagine (auch Johannes Indaginis, eigentlich Johannes Bremer von Hagen; * 1415 in Hattendorf bei Stadthagen; † 1475 in Erfurt) war ein Kartäusermönch, Reformtheologe und Autor theologischer Schriften.

## Leben
Johannes de Indagine wurde um 1415 in Hattendorf bei Stadthagen im heutigen Niedersachsen als Johannes Bremer, Brewer oder Bräuer, als Sohn bäuerlicher Eltern geboren und schrieb sich 1436 an der Universität Erfurt für das Studium beider Rechte als Johannes Bremer von Hagen ein.

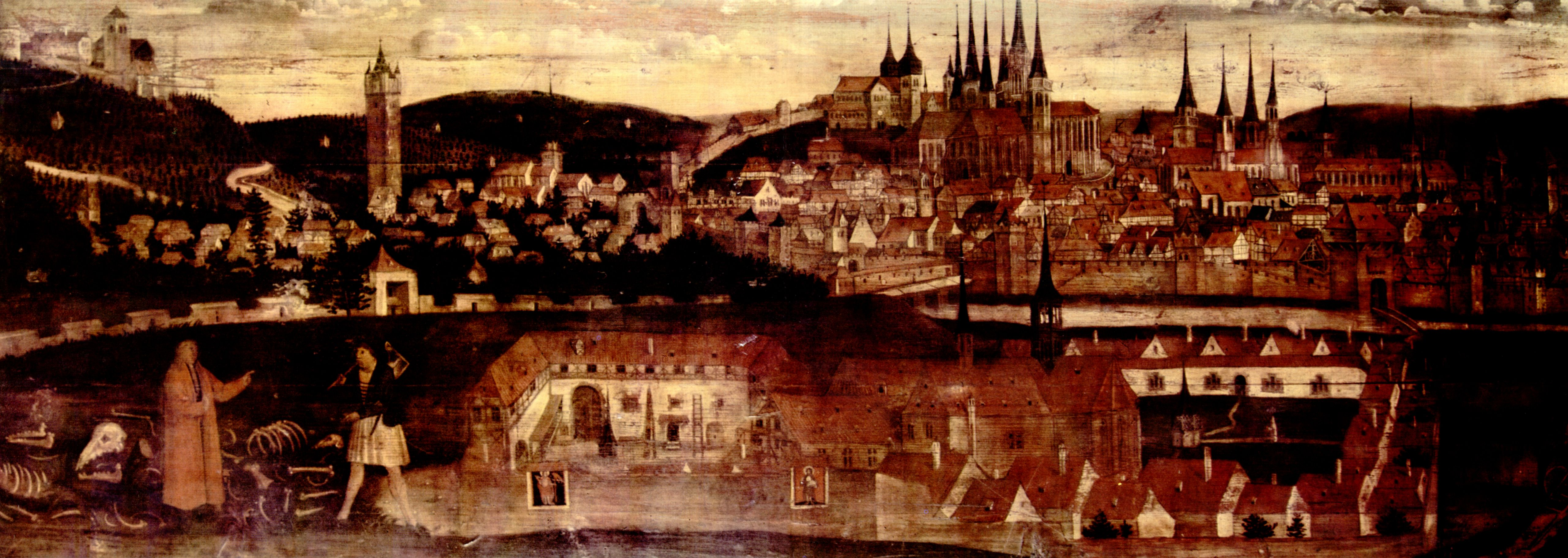
Die Kartause Erfurt in einer Darstellung ihrer Gründungslegende. Tempera auf Holz, um 1525

Im Jahr 1440 trat er in der Kartause Erfurt in den Kartäuserorden ein. Zwei Jahre später legte er das Ordensgelübde ab. Von 1454 bis 1456 war er Prior der Kartause Eisenach. Im Jahr 1457 wurde er als Prior in sein Heimatkloster nach Erfurt zurückberufen. In den Jahren 1461 bis 1464 leitete er die Kartäuserklöster in Frankfurt (Oder) und Grabow bei Stettin. 1465 kehrte er erneut nach Erfurt zurück, diesmal als einfacher Mönch, wo er sich bis zu seinem Tod hauptsächlich theologischen Studien und schriftstellerischer Arbeit widmete.
Johannes Hagen verfasste auch mehrere diätetische Schriften, darunter zwischen 1451 und 1472 den Tractatus de regimine sanitatis virorum spiritualium ac devotorum, ein als (Erfurter) Kartäuserregimen bezeichnetes Gesundheitsregiment (Regimen sanitatis).
Johannes wirkte als Ratgeber in theologischen und juristischen Fragen für Bischöfe, Fürsten und Gelehrte. Auch Theologen wie Johannes von Wesel (1425–1481), Johannes von Dorsten (1420–1481) und die Universität Erfurt suchten seinen Rat.
Er wandte sich gegen Missbräuche im kirchlichen Leben und setzte sich für die Reform der Kirche und Orden ein. Er selbst schrieb am Schluss seines Lebens: „Die Zahl meiner Werke mag mehr als 500 betragen“. Achtzig Bände umfassen allein seine Schriftkommentare zur Heiligen Schrift, aber nur wenige seiner Schriften wurden gedruckt.